# Cantonul Granville
Cantonul Granville este un canton din arondismentul Avranches, departamentul Manche, regiunea Basse-Normandie, Franța.

## Comune
- Donville-les-Bains
- Granville (reședință)
- Jullouville (parțial)
- Saint-Aubin-des-Préaux
- Saint-Pair-sur-Mer
- Saint-Planchers
- Yquelon